# 15 Андромеды
15 Андромеды (лат. 15 Andromedae), V340 Андромеды (лат. V340 Andromedae), HD 221756 — одиночная переменная звезда в созвездии Андромеды на расстоянии приблизительно 252 световых лет (около 77 парсеков) от Солнца. Видимая звёздная величина звезды — от +5,72m до +5,69m. Возраст звезды определён как около 130 млн лет.

## Характеристики
15 Андромеды — белая пульсирующая переменная звезда типа Дельты Щита (DSCTC) спектрального класса A1Vp, или A1Va, или A1III, или kA1hA3mA0,5Va+. Масса — около 2,7 солнечных, радиус — около 2,66 солнечных, светимость — около 27 солнечных. Эффективная температура — около 9225 K.